# دربکائو
شهر دربکائو در ایالت برندنبورگ در کشور آلمان واقع شده است.